# Stazione di Lambrinia
Stazione di Lambrinia vasútállomás Olaszországban, Lombardia régióban, Chignolo Po település Lambrinia frazionéjában.

## Vasútvonalak
Az állomást az alábbi vasútvonalak érintik:
- Pavia–Mantua-vasútvonal

## Kapcsolódó állomások
A vasútállomáshoz az alábbi állomások vannak a legközelebb:
- Stazione di Orio Litta
- Stazione di Chignolo Po